# Théodore Dézamy
Alexandre Théodore Dézamy, né le 4 mars 1808 à Luçon (Vendée), commune où il est mort le 24 juillet 1850, est un théoricien socialiste français. Représentant du néo-babouvisme des années 1840, avec Richard Lahautière et Albert Laponneraye, il défend la doctrine d'un « communisme unitaire ». Il est considéré comme un précurseur du marxisme. En 1844, dans La Sainte Famille, Karl Marx dit de lui qu'il a développé la doctrine du matérialisme « en tant que doctrine de l'humanisme réel et base logique du communisme ».

## Biographie
Théoricien du communisme utopique sous Louis-Philippe, Dézamy quitte la Vendée, où il était instituteur, pour Paris, où il exerce la profession de surveillant de pension. Dans la capitale, il adhère à diverses sociétés républicaines secrètes (en particulier, à la Société des saisons en 1839) et se lie avec l'un des principaux représentants du mouvement socialiste de cette époque, Étienne Cabet, dont il devint le secrétaire, et collabore à son journal, Le Populaire. Plus tard, il critique sa tactique conciliatrice et son opportunisme, ainsi que sa religiosité, rejetant ses appels à l'aide en faveur des ouvriers auprès des bourgeois comme irréalistes et appelant le prolétariat à s'unir et à se libérer lui-même.
Le premier juillet 1840, il est, avec Jean-Jacques Pillot et Corneille Homberg, l'un des organisateurs du « banquet communiste » à Belleville. 
Après le procès de L'Humanitaire, en novembre 1841, Dezamy qui s'était opposé jusqu'alors  à Charavay, rompt avec Cabet et développe les idées matérialistes défendues par ce journal.
En juillet 1846, Dézamy fonde les Communistes égalitaires, qui font l'objet de poursuites l'année suivante. Il donne lui-même à sa doctrine le nom de « communisme unitaire ».
Lors de la révolution de février 1848, il défend activement les revendications des travailleurs. Avec Blanqui, il fonde la Société républicaine centrale en 1848.
Dans ses théories utopiques, il se situe dans la lignée de Morelly, Babeuf et Fourier, combattant le communisme « pacifique » de Cabet et « le socialisme chrétien » de Lamennais. Ses conceptions philosophiques matérialistes et athées en font un disciple d'Helvétius. Dans La Sainte famille, Marx témoigne d'une grande estime pour la doctrine de Dézamy, qu'il considère comme « un des disciples communistes les plus conséquents des philosophes matérialistes du XVIIIe siècle » qui a « développé la doctrine du matérialisme en tant que doctrine de l'humanisme réel et comme base logique du communisme. »
L'œuvre majeure de Dézamy est le Code de la Communauté, paru en novembre 1842. Divisé en 19 chapitres et contenant 47 articles de foi, le livre décrit un phalanstère communiste inspiré par le matérialisme du XVIIIe siècle. Werner Sombart considère que cet ouvrage anticipe le socialisme révolutionnaire de Marx.
Journaliste, il a fondé L'Égalitaire en 1840. De même, il est le rédacteur en chef du périodique Les Droits de l'homme... Liberté, égalité, fraternité, association, alliance des peuples, qui paraît entre le 2 et le 9 mars 1848.

## Œuvres
- Question proposée par l'Académie des sciences morales et politiques : les nations avancent plus en connaissances, en lumières qu'en morale pratique..., Paris, L.-E. Herhan et Bimont, 1839, 68 pages
- Patriotes, lisez et rougissez de honte ! : opinion des journaux français et étrangers sur la question d'Orient, le traité du 15 juillet et la guerre, discours de la couronne, pièces diplomatiques... (en collaboration avec Cabet), Paris, imprimerie Bourgogne et Martinet, 1840, 96 pages
- Conséquences de l'embastillement et de la paix à tout prix, dépopulation de la capitale, trahison du pouvoir, Paris, l'auteur, 1840, 16 pages
- M. Lamennais réfuté par lui-même, ou Examen critique du livre intitulé "Du passé et de l'avenir du peuple", Paris, l'auteur, 1841, 94 pages
- Code de la communauté, Paris, Prévost, Rouannet, 1842, 292 pages (éd Kobawa, 289p, 2012  (ISBN 979-10-90589-05-6)
- Almanach de la communauté, 1843, par divers écrivains communistes, Paris, Théodore Dézamy, 1842, 192 pages
- Calomnies et politique de M. Cabet. Réfutation par des faits et par sa biographie, Paris, Prévost, 1842, 47 pages
- Dialogue sur la réforme électorale entre un communiste, un réformiste, un doctrinaire, un légitimiste, Paris, Prévot, 1842, 16 pages
- Le Jésuitisme vaincu et anéanti par le socialisme, ou les Constitutions des Jésuites et leurs instructions secrètes en parallèle avec un projet d'organisation du travail, Paris, tous les libraires, 1845, 220 pages
- Examen critique des huit discours sur le catholicisme et la philosophie, prononcés à Notre-Dame, en décembre 1844 et en janvier 1845, par M. l'abbé Lacordaire ; précédé d'une notice historique sur l'ordre des Dominicains et de la biographie de M. l'abbé Lacordaire, Paris, les libraires, 1845, 35 pages
- Organisation de la liberté et du bien-être universel..., Paris, Guarin, 1846, 120 pages
- Candidature à l'Assemblée nationale. Aux ouvriers de Paris, Alexandre-Théodore Dezamy, homme de lettres, Paris, Imprimerie de F. Malteste, 1848

## Compléments